# Zeke und Luther

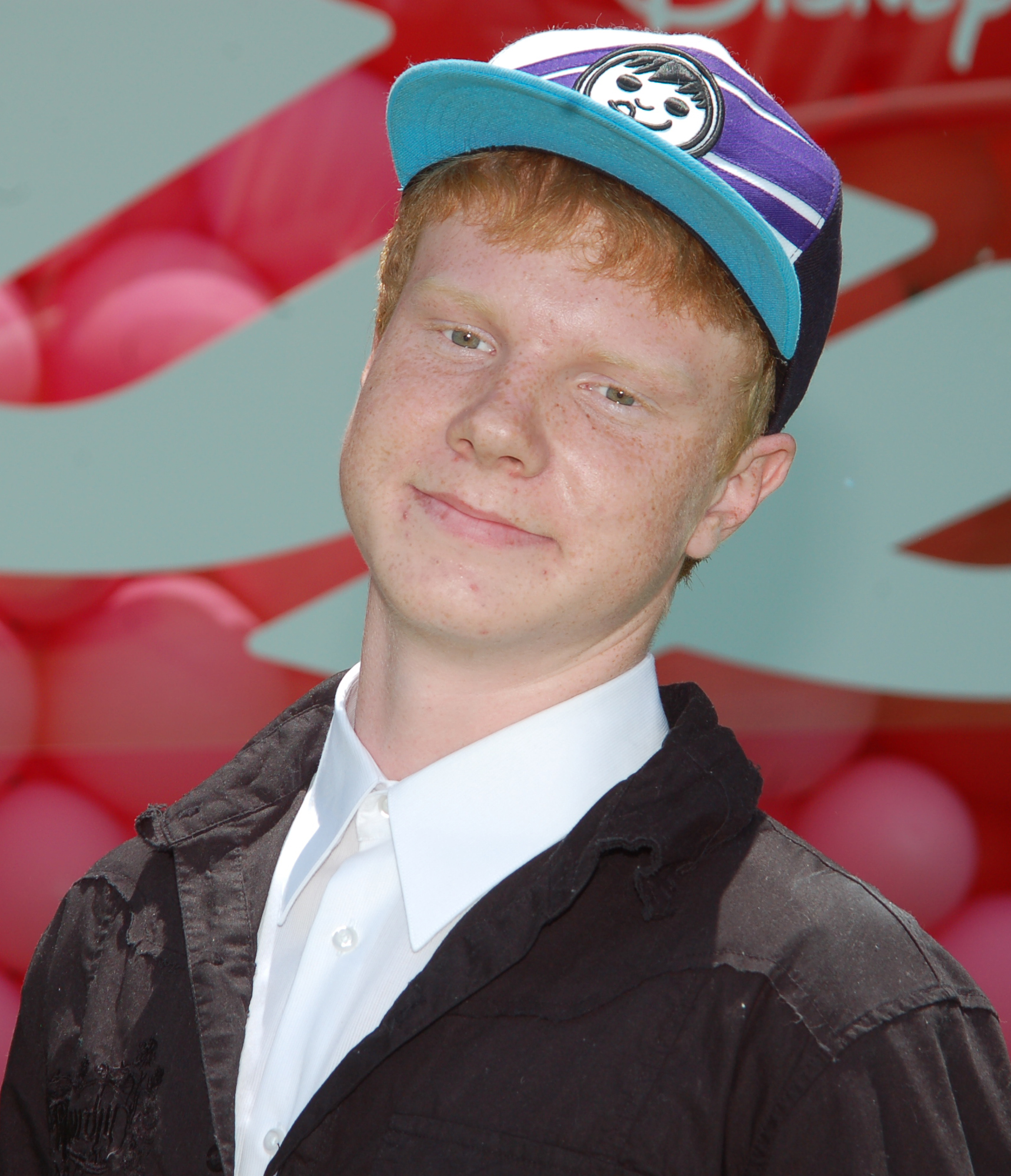
Adam Hicks spielte Luther

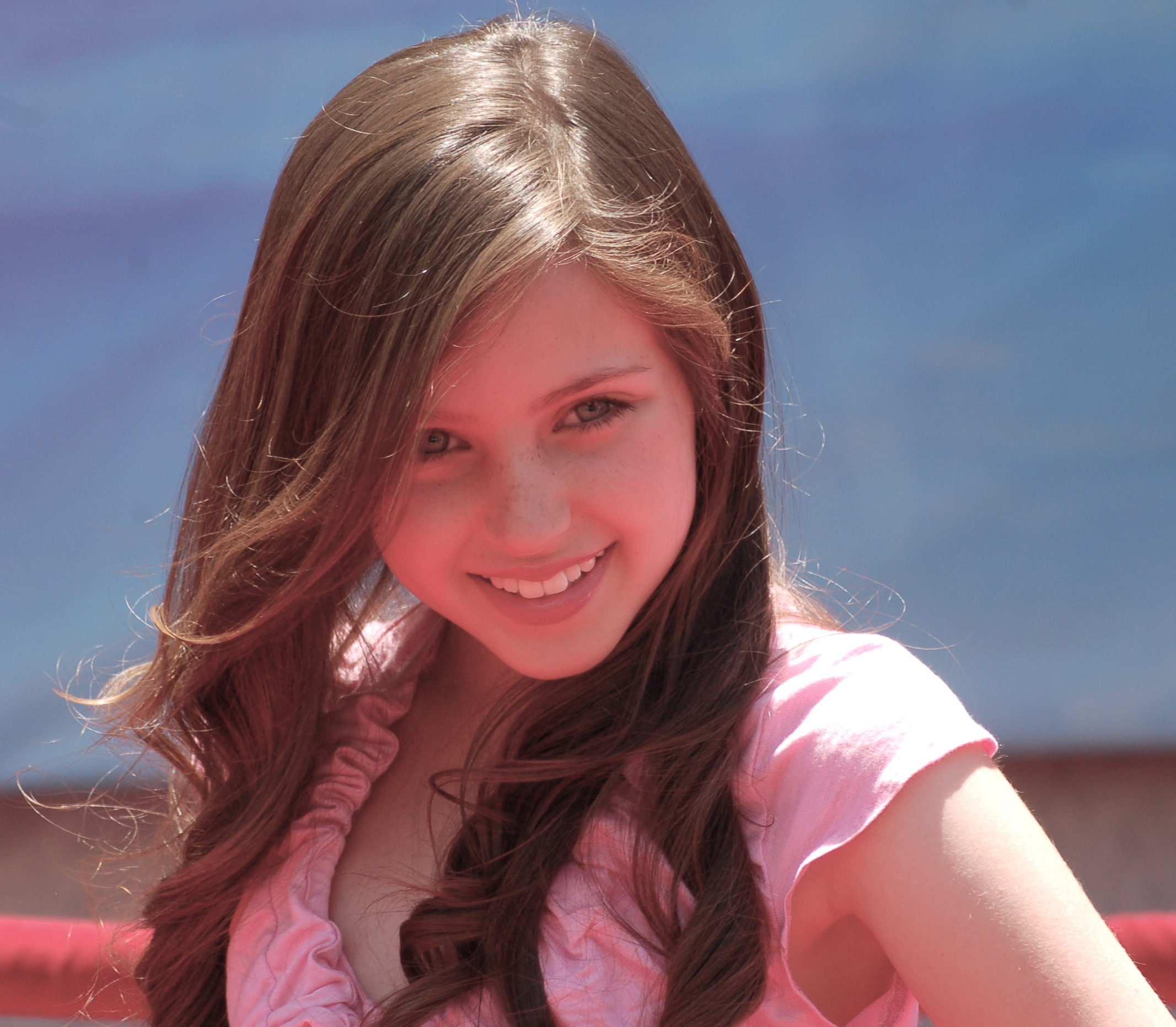
Ryan Newman spielte Ginger

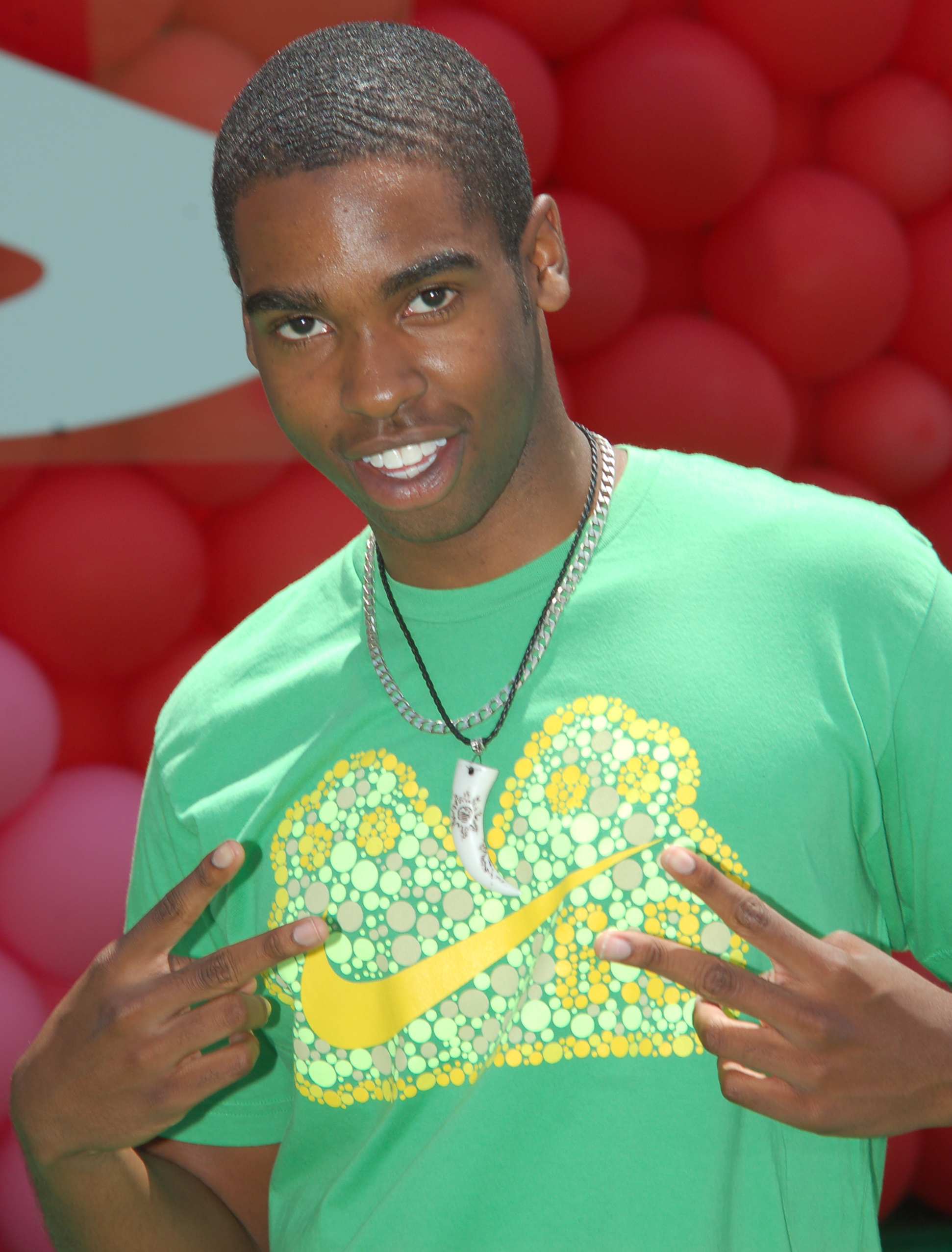
Daniel Curtis Lee spielte Kojo

Zeke und Luther ist eine Fernsehserie der Walt Disney Company. Die erste Folge lief am 9. Oktober 2009 als Deutschlandpremiere auf Disney XD. Die regelmäßige Ausstrahlung läuft seit dem 13. November 2009 auf Disney XD. Die zweite Staffel wird seit dem 15. März 2010 auf dem amerikanischen Disney XD ausgestrahlt. Seit dem 26. Juni 2010 läuft die Serie in Österreich auf dem Sender ORF 1 und seit dem 24. Juli 2010 auch in Deutschland auf Super RTL. Die zweite Staffel lief seit dem 9. Oktober 2010 und die dritte Staffel seit dem 9. September 2011 auf dem deutschen Disney XD. Die zweite und dritte Staffel wurden auch auf dem Disney Channel wiederholt. Wiederholungen erfolgen weiter auf dem deutschsprachigen Disney XD.
Am 2. August 2010 verlängerte Disney XD Zeke und Luther um eine dritte und auch letzte Staffel.

## Inhalt
Zeke und Luther leben in der nordkalifornischen Strandgemeinde Pacific Terrace, wo sie entweder in der sonnigen Einfahrt entspannen, Skateboard-Tricks perfektionieren oder auf ihren Skateboards zum Pier am Pazifik fahren. Die beiden 15-Jährigen sind dicke Freunde und haben sich vorgenommen, weltberühmte Skateboarder zu werden. Auf dem Weg zum Ruhm warten viele Herausforderungen und die Jungen müssen auch manche Niederlage einstecken.

## Besetzung und Synchronisation
Die deutsche Synchronisation entstand unter der Dialogregie von Christian Weygand durch die Synchronfirma FFS Film- & Fernseh-Synchron GmbH in München.

### Hauptdarsteller
| Rolle                        | Darsteller        | Hauptrolle (Folgen) | Nebenrolle (Folgen)   | Synchronsprecher |
| ---------------------------- | ----------------- | ------------------- | --------------------- | ---------------- |
| Ezekiel „Zeke“ Falcone       | Hutch Dano        | 1.01–3.26           |                       | Tim Schwarzmaier |
| Luther Jerome Waffles        | Adam Hicks        | 1.01–3.26           |                       | Patrick Roche    |
| Korneilius „Kojo“ Jonesworth | Daniel Curtis Lee | 1.01–3.26           |                       | Marian Lösch     |
| Ginger Falcone               | Ryan Newman       | 1.01–2.26           | 3.02–3.07, 3.10, 3.19 | Felicitas Bauer  |

### Nebendarsteller
| Rolle                          | Darsteller            | Folgen                       | Synchronsprecher                 |
| ------------------------------ | --------------------- | ---------------------------- | -------------------------------- |
| Oswald „Ozzie“ Kepphart        | Nate Hartley          | 1.05–3.26                    | John-Alexander Döring            |
| „Donut“ Don Donaldson          | David Ury             | 1.02–3.08                    | Manfred Trilling                 |
| Nana Waffles                   | Marianne Muellerleile | 1.13–3.17                    | Uschi Wolff                      |
| Kirby Cheddar                  | David Gore            | 1.06–2.26                    | Valerio Haas                     |
| Reginald „Overall“ Johnson     | Lawrence Mandley      | 1.03–3.24                    | Thomas Wenke                     |
| Lisa Grubner                   | Abigail Mavity        | 1.02–3.22                    |                                  |
| Poochie McGruder               | Lily Jackson          | 1.11–2.16                    |                                  |
| Deputy Dingle                  | Scott Beehner         | 1.17–3.16                    | Patrick Schröder                 |
| Dale Davis                     | Ron Fassler           | 1.08–3.14                    |                                  |
| Garrett „Stinki Stink“ Delfino | Andy Pessoa           | 1.07–1.10, 1.16, 2.13        | Maximilian Belle                 |
| Eddie Coletti                  | Paul Tei              | 3.01–3.21                    |                                  |
| Hootie Kephart                 | Michael Croner        | 2.02, 2.04, 2.15, 2.19, 3.17 | Julian Manuel                    |
| Carl                           | John Schuck           | 1.13, 2.10, 2.15             | Erich Ludwig (1. Stimme)         |
| Carl                           | John Schuck           | 3.13                         | Michael Schwarzmaier (2. Stimme) |
| Olivia Masterson               | Juliet Holland-Rose   | 1.01, 1.05, 1.07, 1.17       | Marcia von Rebay                 |
| Charlie Plunk                  | Reid Ewing            | 1.14, 2.07, 2.19, 3.11       |                                  |
| Doyce Plunk                    | Chris Zylka           | 1.14, 2.07, 2.18             | Benedikt Gutjan                  |

## Ausstrahlung
| Staffel | Episoden | Ausstrahlung (USA) Disney XD         | Ausstrahlung (Deutschland) Disney XD | Ausstrahlung (D/A/CH) Disney Channel        | Ausstrahlung (Deutschland) Super RTL               | Ausstrahlung (Österreich) ORF eins  |
| ------- | -------- | ------------------------------------ | ------------------------------------ | ------------------------------------------- | -------------------------------------------------- | ----------------------------------- |
| 1       | 21       | 13. Februar 2009 bis 1. Februar 2010 | 9. Oktober 2009 bis 4. Juni 2010     | –                                           | 24. Juli 2010 bis 9. Januar 2011                   | 26. Juni 2010 bis 13. November 2010 |
| 2       | 26       | 15. März 2010 bis 6. Dezember 2010   | 9. Oktober 2010 bis 7. Dezember 2010 | 24. März 2014 bis 4. Juni 2014 (außer 2.25) | 30. April 2011 bis 22. Oktober 2011                | –                                   |
| 3       | 26       | 28. Februar 2011 bis 2. April 2012   | 9. September 2011 bis 18. Mai 2012   | 25. April 2014 bis 6. Juni 2014             | 2. April 2012 bis 26. April 2012 (außer 3.21–3.26) | –                                   |

## Episodenliste
| Nummer | Originaltitel                | Deutscher Titel             | Erstausstrahlung (Disney XD USA) | Erstausstrahlung (Disney XD Deutschland) | Erstausstrahlung (Super RTL) |
| 01     | Bros Go Pro                  | Endlich Profis!             | 15. Juni 2009                    | 9. Oktober 2009                          | 24. Juli 2010                |
| 02     | Donut Jockey                 | Donut Express               | 22. Juni 2009                    | 13. November 2009                        | 28. August 2010              |
| 03     | Crash and Learn              | Das Gummiband               | 29. Juni 2009                    | 19. November 2009                        | 29. August 2010              |
| 04     | Pilot                        | Fahrt ins Ungewisse         | 6. Juli 2009                     | 20. November 2009                        | 30. August 2010              |
| 05     | Cape Fear                    | Aufs Aufsehen kommt es an   | 13. Juli 2009                    | 26. November 2009                        | 31. August 2010              |
| 06     | Skate Camp                   | Die Raupe Ozzie             | 20. Juli 2009                    | 27. November 2009                        | 1. September 2010            |
| 07     | Luck Be a Rodent Tonight     | Die Glücksratte             | 27. Juli 2009                    | 3. Dezember 2009                         | 2. September 2010            |
| 08     | The Big Red Stacking Machine | Wettbewerb mit Hindernissen | 3. August 2009                   | 4. Dezember 2009                         | 3. September 2010            |
| 09     | Summer School                | Duell der Generationen      | 10. August 2009                  | 10. Dezember 2009                        | 4. September 2010            |
| 10     | Haunted Board                | Skateboard des Schreckens   | 5. Oktober 2009                  | 17. Dezember 2009                        | 5. September 2010            |
| 11     | Road Trip                    | Streit um eine Unterhose    | 19. Oktober 2009                 | 11. Dezember 2009                        | 6. September 2010            |
| 12     | Luther Leads                 | Der zehnte Jahrestag        | 26. Oktober 2009                 | 18. Dezember 2009                        | 7. September 2010            |
| 13     | Soul Bucket                  | Nanas Comeback              | 2. November 2009                 | 24. Dezember 2009                        | 8. September 2010            |
| 14     | Not My Sister’s Keeper       | Auf Wiedersehen, Skateboard | 9. November 2009                 | 25. Dezember 2009                        | 9. September 2010            |
| 15     | Rollerdorks                  | Krieg der Rollen            | 16. November 2009                | 31. Dezember 2009                        | 10. September 2010           |
| 16     | Crash Dummies                | Über den Wolken             | 23. November 2009                | 7. Januar 2010                           | 11. September 2010           |
| 17     | Adventure Boy                | Der Rivale                  | 30. November 2009                | 8. Januar 2010                           | 19. Dezember 2010            |
| 18     | I, Skatebot                  | Kampf dem Roboter           | 4. Januar 2010                   | 26. März 2010                            | 20. Dezember 2010            |
| 19     | Law and Boarder              | Im Rausch der Macht         | 18. Januar 2010                  | 30. April 2010                           | 21. Dezember 2010            |
| 20     | A Very Hairy Problem         | Irgendwie Banane            | 25. Januar 2010                  | 9. April 2010                            | 22. Dezember 2010            |
| 21     | Skate Squad                  | Das Schul-Skate-Team        | 1. Februar 2010                  | 4. Juni 2010                             | 23. Dezember 2010            |

| Nummer (Gesamt) | Nummer (Season) | Originaltitel                                           | Deutscher Titel                  | Erstausstrahlung (Disney XD USA) | Erstausstrahlung (Disney XD Deutschland) | Erstausstrahlung (Super RTL) |
| 22              | 01              | Zeke Jumps the Shark                                    | Der Hai-Sprung                   | 15. März 2010                    | 9. Oktober 2010                          | 1. Mai 2011                  |
| 23              | 02              | Tall Stack of Waffles                                   | Die Riesenkatastrophe            | 22. März 2010                    | 11. Oktober 2010                         |                              |
| 24              | 03              | Airheads                                                | Die Luft-Band                    | 29. März 2010                    | 12. Oktober 2010                         |                              |
| 25              | 04              | Luther Unleashed                                        | Luther außer Rand und Band       | 5. April 2010                    | 13. Oktober 2010                         |                              |
| 26              | 05              | Old Nasty                                               | Ginger und Deuce                 | 12. April 2010                   | 14. Oktober 2010                         |                              |
| 27              | 06              | Double Crush                                            | Auf Freundinnen-Jagd             | 3. Mai 2010                      | 18. Oktober 2010                         |                              |
| 28              | 07              | Plunk Hunting                                           | Auf Plunk-Jagd                   | 10. Mai 2010                     | 19. Oktober 2010                         |                              |
| 29              | 08              | Kojo’s BFF                                              | Ein nicht ganze heller Hellseher | 17. Mai 2010                     | 20. Oktober 2010                         |                              |
| 30              | 09              | One Strange Night                                       | Eine wilde Party                 | 24. Mai 2010                     | 21. Oktober 2010                         |                              |
| 31              | 10              | Luther Waffles and the Skateboard of Doom – Part 1      | Eine Riesenchance, Teil 1        | 21. Juni 2010                    | 12. November 2010                        |                              |
| 32              | 11              | Luther Waffles and the Skateboard of Doom – Part 2      | Eine Riesenchance, Teil 2        | 21. Juni 2010                    | 12. November 2010                        |                              |
| 33              | 12              | Crouching Zeke, Dancing Luther                          | Karate-Zeke                      | 28. Juni 2010                    | 22. Oktober 2010                         |                              |
| 34              | 13              | Luther Waffles: Skate Cop                               | Jung-Sheriff Luther              | 5. Juli 2010                     | 25. Oktober 2010                         |                              |
| 35              | 14              | Treasure                                                | Die große Schatzsuche            | 12. Juli 2010                    | 28. Oktober 2010                         |                              |
| 36              | 15              | Rocket Men                                              | Die Raketen-Reiter               | 19. Juli 2010                    | 27. Oktober 2010                         | 9. Juni 2011                 |
| 37              | 16              | Board in Class                                          | Die Abschlussarbeit              | 26. Juli 2010                    | 26. Oktober 2010                         |                              |
| 38              | 17              | Local Heroes                                            | Ein cooler Job                   | 9. August 2010                   | 7. Dezember 2010                         |                              |
| 39              | 18              | Super Shredder FKA The Skatin' Cowboy (Alternativtitel) | Der Aussteiger                   | 16. August 2010                  | 1. November 2010                         |                              |
| 40              | 19              | Little Bro, Big Trouble                                 | Kleiner Bruder, Riesenärger      | 23. August 2010                  | 29. Oktober 2010                         | 15. Oktober 2011             |
| 41              | 20              | Robo-Luth                                               | Luther, ein Superheld?           | 18. Oktober 2010                 | 8. November 2010                         |                              |
| 42              | 21              | The Bro List                                            | Die Kumpelliste                  | 25. Oktober 2010                 | 5. November 2010                         |                              |
| 43              | 22              | Seoul Bros                                              | Zeke und Luther in Korea         | 1. November 2010                 | 9. November 2010                         |                              |
| 44              | 23              | Ball of Trash                                           | Der Müllball                     | 8. November 2010                 | 2. November 2010                         |                              |
| 45              | 24              | Sludge!                                                 | Der Schlamm                      | 15. November 2010                | 3. November 2010                         |                              |
| 46              | 25              | Goin’ Zoomin’                                           | Starke Männer – Schwache Nerven  | 22. November 2010                | 4. Dezember 2010                         |                              |
| 47              | 26              | Bro-Ho-Ho                                               | Ho-Ho-Ho                         | 6. Dezember 2010                 | 5. Dezember 2010                         |                              |

| Nummer (Gesamt) | Nummer (Season) | Originaltitel                                  | Deutscher Titel              | Erstausstrahlung (Disney XD USA) | Erstausstrahlung (Disney XD Deutschland) | Erstausstrahlung (Super RTL) |
| 48              | 01              | Zeke’s Last Ride                               | Zekes letzte Fahrt?          | 28. Feb. 2011                    | 9. Sep. 2011                             | 3. Apr. 2012                 |
| 49              | 02              | The Unusual Suspects                           | Ein Fall für Sherlock Luther | 7. März 2011                     | 24. Okt. 2011                            | 2. Apr. 2012                 |
| 50              | 03              | Two Guys, a Car, and a Wild Bear               | Auf den Bären gekommen       | 14. März 2011                    | 25. Okt. 2011                            | 4. Apr. 2012                 |
| 51              | 04              | Hyp-Bro-Tized                                  | Unter Hypnose                | 28. März 2011                    | 26. Okt. 2011                            | 5. Apr. 2012                 |
| 52              | 05              | Daredevils!                                    | Die Draufgänger!             | 4. Apr. 2011                     | 27. Okt. 2011                            | 6. Apr. 2012                 |
| 53              | 06              | Sibling Rivalries                              | Das Geschwister-Casting      | 11. Apr. 2011                    | 28. Okt. 2011                            | 7. Apr. 2012                 |
| 54              | 07              | Luther Turns 4                                 | Luthers vierter Geburtstag   | 18. Apr. 2011                    | 31. Okt. 2011                            | 8. Apr. 2012                 |
| 55              | 08              | Head of Skate                                  | Bürgermeister Zeke           | 25. Apr. 2010                    | 1. Nov. 2011                             | 9. Apr. 2012                 |
| 56              | 09              | Zeke, Luther and Kojo Strike Gold              | Die Jagd nach dem Gold       | 2. Mai 2011                      | 2. Nov. 2011                             | 10. Apr. 2012                |
| 57              | 10              | Zeke and Lu’s New Crew                         | Fan-tastisch                 | 9. Mai 2011                      | 3. Nov. 2011                             | 11. Apr. 2012                |
| 58              | 11              | Skater Girl Island                             | Die Insel der Skaterinnen    | 23. Mai 2011                     | 4. Nov. 2011                             | 12. Apr. 2012                |
| 59              | 12              | DJ PJ                                          | Ungeahnte Talente            | 11. Juli 2011                    | 7. Nov. 2011                             | 16. Apr. 2012                |
| 60              | 13              | Trucky Cheese                                  | Alles Käse                   | 18. Juli 2011                    | 8. Nov. 2011                             | 17. Apr. 2012                |
| 61              | 14              | Ice Heist Baby                                 | Drei, zwei, Eis              | 25. Juli 2011                    | 9. Nov. 2011                             | 18. Apr. 2012                |
| 62              | 15              | Skate Troopers                                 | Skate Troopers               | 1. Aug. 2011                     | 10. Nov. 2011                            | 19. Apr. 2012                |
| 63              | 16              | Bro, Where’s Our Car?                          | Voll im Stress               | 8. Aug. 2011                     | 11. Nov. 2011                            | 20. Apr. 2012                |
| 64              | 17              | Lie Hard                                       | Lügen haben viele Beine      | 22. Aug. 2011                    | 14. Nov. 2011                            | 23. Apr. 2012                |
| 65              | 18              | Bro’d Trip                                     | Der Herausforderer           | 26. Sep. 2011                    | 15. Nov. 2011                            | 24. Apr. 2012                |
| 66              | 19              | The Gingernator                                | Der Gingernator              | 3. Okt. 2011                     | 16. Nov. 2011                            | 25. Apr. 2012                |
| 67              | 20              | Skate Video Awards                             | Und…Action!                  | 28. Nov. 2011                    | 18. Nov. 2011                            | 26. Apr. 2012                |
| 68              | 21              | Skate or Swim                                  | Ein Traum geht baden         | 5. März 2012                     | 11. Mai 2012                             |                              |
| 69              | 22              | Inside Luther’s Brain                          | Alles Kopfsache              | 12. März 2012                    | 11. Mai 2012                             |                              |
| 70              | 23              | Kojo Loses His Mojo                            | Was ist denn mit Kojo los?   | 19. März 2012                    | 10. Feb. 2012                            |                              |
| 71              | 24              | Accidental Hero                                | Luther, der Held?            | 26. März 2012                    | 11. Mai 2012                             |                              |
| 72              | 25              | There’s No Business Like Bro Business (Part 1) | Hollywood – Teil 1           | 2. Apr. 2012                     | 18. Mai 2012                             |                              |
| 73              | 26              | There’s No Business Like Bro Business (Part 2) | Hollywood – Teil 2           | 2. Apr. 2012                     | 18. Mai 2012                             |                              |